# Draba alpina
Draba alpina — вид трав'янистих рослин родини капустяні (Brassicaceae), який має арктичне поширення на північному сході Північної Америки, а також населяє арктичні зони й скандинавські гори у Європі.

## Таксономічні примітки
Рослини Ісландії та Ян-Маєн все ще є спірними, вони належать чи Draba oxycarpa чи D. alpina, чи обом видам. Вид D. alpina найбільш схожий на D. oxycarpa. Найнадійніші діагностичні ознаки, як видається, такі: в D. alpina пелюстки порівняно вузькі, чашолистки вузькі, приблизно вдвічі більші в довжину ніж у ширину і мають пурпур відтінок, плоди голі або слабо волосисті також на клапанах, насіння середньо коричневе й трохи менше (1.3 × 1.0 мм); у D. oxycarpa пелюстки ширші, чашолистки ширші, приблизно в 1–1.5 більші в довжину ніж у ширину й не мають пурпурного відтінку, плоди волохаті лише незначно по шву між клапанами, насіння чорнувате і трохи більше (1.4 × 1.1 мм).

## Опис
Це багаторічні поодинокі трав'янисті рослини. Базальний каудекс злегка вкритий залишками листя й утворює одну або кілька згрупованих розеток, формуючи невеликі вільні купини. Кожна розетка потенційно з одним квітковим стеблом без листя. Квіткові стебла висхідні, сильно подовжуються під час і після цвітіння до (5)10–20(25) см, рідкісно запушені. Листки чергові, зелені, до 30 × 8 мм, цільні, оберненоланцетовиді або оберненояйцевиді, гострі, цілокраї або рідше з 1–2 зубцями, серединні жилки не опуклі. Верхні поверхні листків голі або слабо запушені невеликими волосками, нижні поверхні листків від слабо до помірно запушені такими ж волосками; краї листків запушені простими волосками до 1 мм завдовжки й значно дрібнішими розгалуженими волосками.
Суцвіття — китиці, в основному 3–6-квіткові, але іноді до 20, дуже короткі в фазі цвітіння, але до 4–5 см в стадії плодоношення. Квітконіжки 3–6 мм, товсті й запушені. Квіти радіально симетричні з 4 вільними чашолистками й пелюстками. Чашолистки до 3,5 × 1,7 мм, вузько яйцеподібні, еліптичні або обернено-яйцевиді, темно-сірувато-зелені й часто з додаванням дещо фіолетового кольору, з дуже вузькими білими полями. Пелюстки до 7 × 3 мм, вузько оберненояйцевиді, з надрізом, яскраво-жовтого кольору (рідко блідо-жовті). Плоди — стручки до 7 × 4 мм, темно-сірувато-зелені, від еліптичних до вузько яйцеподібних, голі, рідко від рідко до більш помірно запушені. Насіння 7–10 у кожній комірці, до 1,3 × 1,0 мм, середньо-коричневого забарвлення.

## Відтворення
Статеве розмноження насінням; немає вегетативного розмноження. Немає спеціального пристосування до поширення насіння.

## Поширення
Північна Америка (Ґренландія, Східна Канада), Євразія (Фарерські острови, Фінляндія, Швеція, Ісландія, Норвегія [вкл. Шпіцберген], Північноєвропейська Росія).
Населяє вологу тундру й гребені, гравійні ділянки й пляжі, снігопокривні місця; росте також на порушених ділянках, таких як узбіччя. Вид адаптований до великої тривалості снігового покриву й укороченого сезону зростання, але також присутній в більш відкритих ділянках з меншою кількістю снігу, поки є багато вологи в ґрунті.

## Галерея

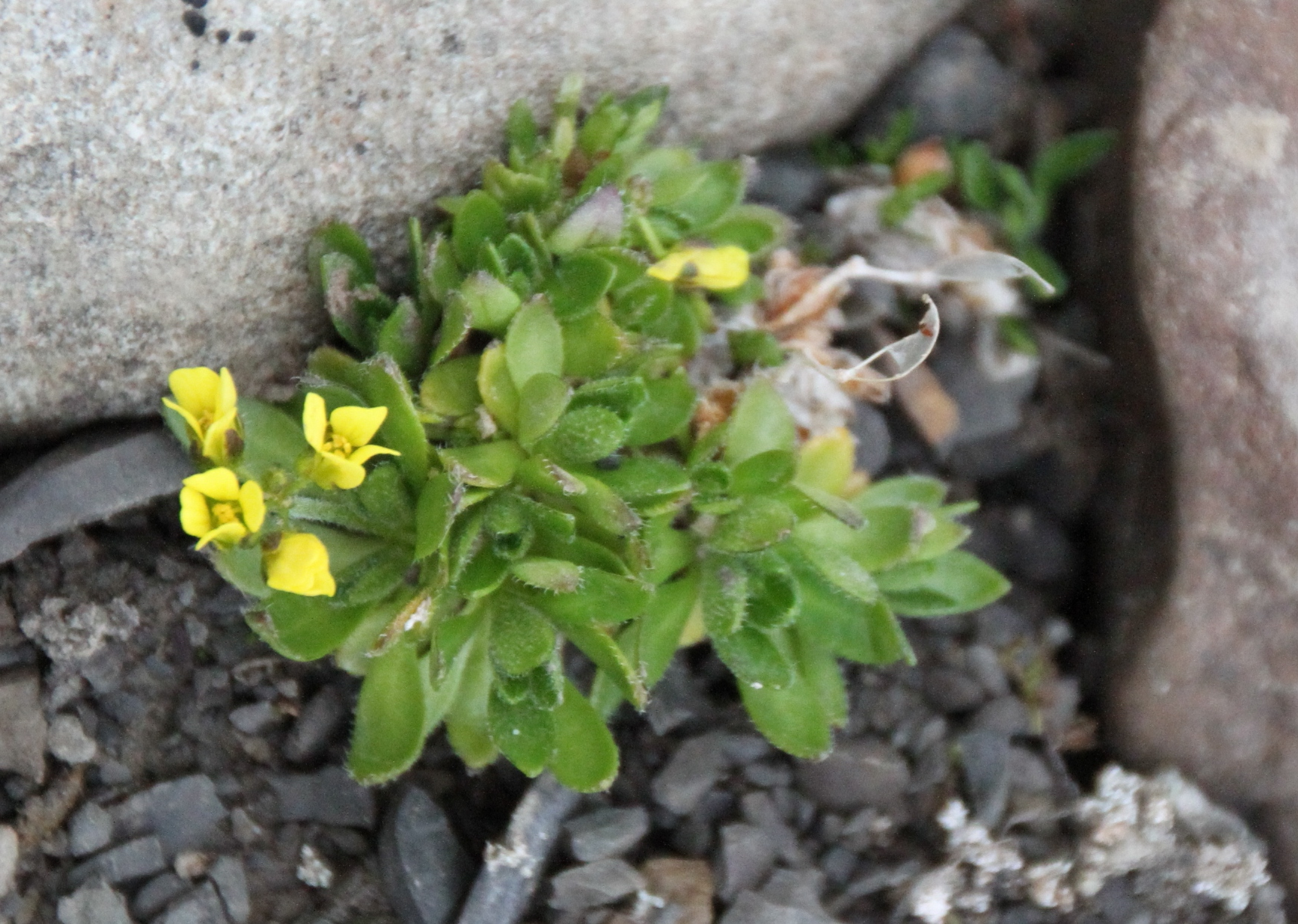
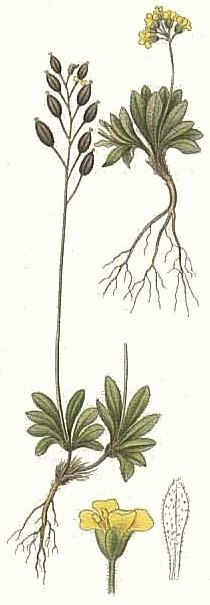